# Procès de la junte grecque
Les procès de la junte grecque, en grec moderne : Οι Δίκες της Χούντας / I dikes tis xountas, sont les procès impliquant des membres de la junte militaire qui a dirigé la Grèce, du 21 avril 1967 au 23 juillet 1974. Ces procès impliquent les instigateurs du coup d'État ainsi que d'autres membres de la junte, de différents rangs, qui ont participé aux événements du soulèvement de l'Université polytechnique d'Athènes et à la torture de citoyens.
Les meneurs du coup d'État militaire sont officiellement arrêtés, pendant la période du Metapolítefsi qui suit la junte, et au début du mois d'août 1975, le gouvernement de Konstantínos Karamanlís  porte des accusations de haute trahison et d'insurrection contre Geórgios Papadópoulos et d'autres co-conspirateurs. Le procès de masse, décrit comme « le Nuremberg de la Grèce » et connu sous le nom de « procès des instigateurs », se déroule à la prison de Korydallós dans un environnement de haute sécurité,.
Les principaux dirigeants du coup d’État de 1967, Geórgios Papadópoulos, Stylianós Pattakós et Nikolaos Makarezos, sont condamnés à mort pour haute trahison, à l'issue du procès. Peu après le prononcé des sentences, celles-ci sont commuées en peines de prison à vie, par le gouvernement Karamanlís.
Le procès des instigateurs est suivi d'un second procès qui enquête sur les événements entourant le soulèvement de l'Université polytechnique nationale d'Athènes, connu sous le nom de « procès de l'École polytechnique » et, enfin, d'une série de procès concernant des cas de torture connus en Grèce sous le nom de « procès des tortionnaires ».
Le journaliste et auteur Leslie Finer (en), qui a été expulsé de Grèce, par la junte, en 1968, et qui a fait un reportage en 1975, sur les procès, pour le compte de New Society (en), écrit : « Le procès des 20 meneurs du coup d'État de 1967 est un test de la justice démocratique. Les procès ont mis en lumière la mesquinerie, les complots, la corruption et l'incompétence du régime, et ont servi à le démystifier et, par là même, à détruire le mythe de l'homme fort de la junte ». La corruption, mise au jour lors des procès, est si répandue qu'elle a même surpris les militaires. Les détails des tortures infligées aux officiers supérieurs par leurs subordonnés, révélés lors des procès, ont offensé la classe des officiers de carrière. L'invasion de Chypre est la goutte d'eau qui fait que l'armée retire son soutien à la junte et abandonne toute idée de soutenir des militaires agissant en tant que politiciens.

## Contexte historique
Après la chute de la junte, en juillet 1974, alors que le pays entre dans la période de transition démocratique, dite Metapolítefsi, et avant les élections législatives de novembre de la même année, le gouvernement de transition, dirigé par Konstantínos Karamanlís, fait l'objet de critiques croissantes, de la part de l'opposition, notamment de Georgios Mavros, le chef du Centre Union-Nouvelles Forces (en) (principal parti d'opposition de l'époque), pour avoir été trop indulgent envers les membres de la junte militaire, récemment destituée.
Mavros exige l'arrestation des chefs de la junte comme condition pour assainir la vie politique du pays. Il déclare alors que dès que le Parlement sera convoqué, après les élections de 1974, il proposera une loi visant à annuler toute loi d'immunité automatique que la junte aurait pu promulguer pour protéger ses membres.
Les journaux demandent également une enquête sur le rôle de Ioannídis lors de l'écrasement du soulèvement de Polytechnique, que la presse qualifie de « massacre ». Ioannídis était le chef obscur de la dernière étape de la junte décrit comme le dictateur invisible, dans la presse.
Le gouvernement de Karamanlís répond à ces demandes et ordonne l'arrestation des chefs de la junte, Geórgios Papadópoulos, Stylianós Pattakós, Nikolaos Makarezos, Ioannis Ladas et Michael Roufogalis.
En outre, Geórgios Papadópoulos, Dimítrios Ioannídis, Michael Roufogalis, Nikolaos Dertilis, Vassilios Bouklakos et Elias Tsiaouris ou Tsapouris (également Tsiaparas), qui étaient également responsables des événements de l'École polytechnique, ont interdition de quitter le pays, car des rumeurs circulent selon lesquelles ils prévoient de s'enfuir à l'étranger.
Le 24 octobre 1974, Geórgios Papadópoulos, Stylianós Pattakós, Nikolaos Makarezos, Ioannis Ladas et Michael Roufogalis sont arrêtés et accusés de conspiration. Ils sont ensuite envoyés sur l'île de Kea.
Ioannídis, n'a pas été arrêté au même moment, avec l'explication officielle qu'il n'a pas participé à la conspiration du groupe Papadópoulos. Cependant, les journaux, comme To Víma, affirment, en citant des sources fiables, qu'Ioannídis a disparu et n'a pas été retrouvé,.
Immédiatement après l'exil du groupe des cinq, à Kea, l'opposition exige de connaître les détails des actions de Papadópoulos et de ses co-conspirateurs, avant leur arrestation, tandis que le gouvernement dément les rumeurs de manœuvres pro-junte parmi les militaires.
Pendant son séjour à Kea, Papadópoulos semble confiant que lui et les membres de sa junte bénéficieraient d'une amnistie et qu'ils finiraient par se présenter aux élections. Toutefois, après un séjour de trois mois sur l'île, en février 1975, Papadópoulos et les quatre autres chefs de la junte sont transportés par un torpilleur jusqu'au port du Pirée, en route vers la prison de Korydallos. Ioannídis, ayant été arrêté le 14 janvier 1975, se trouve déjà à la prison lorsque Papadópoulos et ses acolytes y arrivent.

## Les instigateurs

### Procès des instigateurs du coup d'État du 21 avril 1967
Le 28 juillet 1975, le procès des instigateurs du coup d'État (en grec moderne : Η Δίκη των Πρωταιτίων) s'ouvre sous la présidence de Ioannis Deyannis, Konstantinos Stamatis et Spyridon Kaninias étant les procureurs.
Deyannis est nommé à la Cour de cassation pendant les années de la junte,. Le mandat du procès est d'examiner les événements entourant le coup d’État du 21 avril 1967, pour lequel Papadópoulos et plus de vingt autres co-accusés sont poursuivis pour des actes de haute trahison et de mutinerie. La sécurité entourant le procès est lourde : mille soldats, armés de mitraillettes, gardent le périmètre de la prison, et les routes y menant sont patrouillées par des chars.
Malgré ces développements, Papadópoulos exprime aux journalistes sa confiance dans le fait qu'il ne resterait pas longtemps incarcéré.
Il assume également l'entière responsabilité du coup d'État d'avril, mais refuse de se défendre. Suivant l'exemple de Papadópoulos, Pattakós, Makarezos et d'autres membres de la junte annoncent qu'ils ne participeraient pas au procès. Dimitrios Ioannídis déclare que le procès n'est « malheureusement pas intéressant ».
La défense annonce que la raison pour laquelle leurs clients ne participent pas au procès est que le gouvernement Karamanlís a préjugé de l'issue du procès en déclarant que le coup d'État de 1967 est un délit pénal. Les avocats de seize des accusés quittent la salle d'audience dès le premier jour de la procédure, déclarant qu'ils ne peuvent pas exercer leurs fonctions dans un climat de terreur et de violence, ce à quoi le juge président Ioannis Deyannis répond : « Que tous ceux qui veulent partir partent !. »
Bien qu'il y ait eu un accord entre les accusés pour qu'ils gardent le silence, pendant le procès, et ne fassent aucune déclaration, Papadópoulos rompt son silence et déclare à la Cour : « Je suis le chef de la Révolution et je suis responsable de tout. ». Pattakós, Makarezos et le reste des membres de la junte sont surpris d'entendre la déclaration de Pattakós car ils pensaient avoir un accord, selon lequel ils ne politiseraient pas le procès, en se basant sur leur conviction qu'ils n'avaient rien à gagner. Selon eux, leur soutien au sein du peuple et de l'armée est inexistant.
L'accusation de mutinerie est contestée car même si les colonels avaient en fait pris le pouvoir illégalement, ils l'ont fait avec l'approbation de leur supérieur, le lieutenant général Grigorios Spandidakis (en), qui a même participé au coup d'État.
De plus, Karamanlís lui-même, en acceptant l'invitation du président Phaedon Gizikis, nommé par la junte, à revenir en Grèce, a conféré une certaine légitimité à la junte. En outre, c'est Gizikis qui fait prêter serment à Karamanlís en tant que Premier ministre.
Pendant le procès, Spandidakis, Zoitakis et Stamatelopoulos différencient leur position de celle des autres membres de la junte. Cette divergence, par rapport à la ligne de défense commune, conduit Papadópoulos à réprimander sévèrement l'un de ses avocats pour avoir tenté d'interroger l'un des témoins de Zoitakis. Il se serait exclamé : « Il n'est pas l'un de nos témoins. Ne lui posez pas [de questions] ».
Ioannídis déclare au tribunal : « J'accepte ma participation à la révolution du 21 avril 1967. J'ai toujours été un soldat tout au long de ma vie et j'ai agi selon mon devoir et ma conscience. Je n'ai rien d'autre à ajouter ». Deyannis, commente : « Vous n'êtes pas accusé d'avoir participé à la révolution. Vous êtes accusé de deux crimes - n'ayez pas peur du terme - haute trahison, ce terme n'est pas très honorable à vous attribuer, et le second crime dont vous êtes accusé est la mutinerie. Pour ces deux crimes, vous êtes accusé. Pour ce qui est de la révolution, on ne vous accuse pas. Que plaidez-vous ? ». Ioannídis répond alors : « J'accepte ma participation à la révolution et toutes les conséquences qui en découlent. ».
Panagiótis Kanellópoulos, le dernier Premier ministre légitime de la Grèce avant le coup d'État, agissant en tant que témoin de l'accusation, raconte comment il est arrêté par des soldats armés de mitrailleuses et transporté au palais pour rencontrer le roi Constantin. Il ajoute qu'au cours de cette rencontre, il a exhorté le roi à utiliser son statut de commandant en chef de l'armée grecque pour ordonner à des officiers loyaux d'écraser le coup d'État. Il déclare que Constantin a refusé de le faire parce qu'il craignait un bain de sang.
Kanellópoulos déclare également, lors du procès que, contre son avis, le roi Constantin avait fait prêter serment au gouvernement des colonels, une action qui avait contribué à légitimer leur pouvoir. Le témoignage de Kanellópoulos a pour effet de saper l'accusation de mutinerie. Kanellópoulos, lors de son témoignage, accepte également sa responsabilité « devant l'histoire » pour ne pas avoir préempté le coup d'Etat. Il témoigne que rien n'indique que les colonels complotaient « dans le dos » des plus hauts échelons de la direction de l'armée
Papadopoulos refuse de témoigner et déclare seulement : « Je ne répondrai qu'à l'histoire et au peuple grec », ce à quoi le président de la Cour suprême, M. Deyannis, rétorque : « Pensez-vous que l'histoire soit absente de ce tribunal ? ». Papadopoulos ne répond pas.
La question de l'implication de la CIA, dans le coup d'État, une croyance largement répandue en Grèce, ne trouve pas de réponse lors du procès. Deyannis interdit toute discussion sur le sujet en faisant remarquer que le procès se limite à découvrir les faits impliqués le jour du coup d'État. Le seul témoignage sur l'implication de la CIA est donné par Andréas Papandréou, qui insiste sur le fait que les colonels travaillent en étroite collaboration avec la CIA.

## Verdict
Le procès des instigateurs prend fin le 23 août 1975.
Papadópoulos, Nikolaos Makarezos et Stylianos Pattakós sont condamnés à mort par peloton d'exécution, tandis que Dimitrios Ioannídis est condamné à la prison à vie. Sept autres sont condamnés à des peines allant de 5 à 20 ans de prison et deux sont acquittés.
Les crimes sont jugés « momentanés » et non « continus » et considérés comme ayant duré uniquement entre les 20 et 21 avril 1967. Le verdict rend impossible la poursuite des collaborateurs de la junte.

### Tableau détaillé des condamnations principales
| Membre de la dictature | Peine                                                                        |
| --- | ---------------------------------------------------------------------------- |
| Geórgios Papadópoulos | Renvoi pour déshonneur, Mort pour mutinerie, Perpétuité pour haute trahison. |
| Stylianós Pattakós | Renvoi pour déshonneur, Mort pour mutinerie, Perpétuité pour haute trahison. |
| Nikolaos Makarezos | Renvoi pour déshonneur, Mort pour mutinerie, Perpétuité pour haute trahison. |
| Grigorios Spandidakis (en), Antonios Lefkas, Nikolaos Dertilis, Dimítrios Ioannídis, Michael Balopoulos, Georgios Konstantopoulos, Theodoros Theophilogiannakos | 10 ans pour mutinerie, Renvoi pour déshonneur, Perpétuité.                   |
| Georges Zoitakis | 10 ans pour mutinerie, Renvoi pour déshonneur, Perpétuité.                   |
| Ioánnis Ladás, Konstantinos Papadópoulos, Michael Roufogalis (en), Stefanos Karaberis                                                                           | Perpétuité.                                                                  |
| Dimitrios Stamatelopoulos | 5 ans                                                                        |
| Odysséas Angelís | Renvoi pour déshonneur, 20 ans                                               |
| Petros Kotselis, Nikolaos Gantonas, Evangelos Tsakas | 20 ans                                                                       |
| Konstantinos Aslanidis, Konstantinos Karydas, Alexandros Hatzipetros                                                                                            | Non coupables                                                                |

Les peines de mort ont ensuite été commuées en prison à vie par le gouvernement Karamanlís.
Le 28 août 1975, Konstantínos Karamanlís déclare « Quand nous disons vie [peine], nous voulons dire vie [peine] », ce qui signifie que la commutation des peines de mort à la prison à vie ne sera pas suivie d'autres réductions,.
Stamatelopoulos n'est pas d'accord avec Papadópoulos, au début du coup d'État, et il commence à publier des articles critiques contre le régime de la junte dans le journal Vradyni. Il est le seul accusé reconnu avoir des circonstances atténuantes et surtout pour avoir honnêtement regretté sa participation au coup d'État. Avec ses articles, il a aidé l'opposition du régime.

## Polytechnique

### Le procès polytechnique
Le 16 octobre 1975, le deuxième procès, enquêtant sur les événements entourant le soulèvement de l'Université polytechnique d'Athènes (en grec moderne : Η Δίκη του Πολυτεχνείου, en français : procès de l'École polytechnique) s'ouvre dans la même salle d'audience que le premier procès, et dure au total cinquante-sept jours,. Trente-trois personnes ont été inculpées, dont Papadópoulos, Ioannídis, Roufogalis, Vassilios Bouklakos, Elias Tsiaouris, ou Tsiaparas, et Nikos Dertilis. Papadópoulos, Ioannídis, Roufogalis et Nikos Dertilis ont déjà été condamnés et purgent leur peine dès le premier procès.
Le seul accusé qui n'est pas présent au procès de Polytechnique est Elias Tsiaouris, ou Tsiaparas, accusé de meurtre, qui s'est échappé parce qu'il se cachait Il y avait au total 237 témoins pour l'accusation et la défense et une cinquantaine d'avocats.
L'enquête préliminaire sur les événements de l'École polytechnique est menée par le procureur Dimitrios Tsevas, qui présente les résultats de son enquête au bureau du procureur général le 14 octobre 1974. Dans son rapport, Tsevas établit que Ioannidis et son adjoint Roufogalis étaient sur les lieux pendant les événements et qu'ils ont dirigé leurs hommes dans le but de créer, par des tirs et de la violence, des conditions qui profiteraient au coup d'État, planifié par Ioannidis contre Papadópoulos.
Ioannidis et Papadópoulos, même s'ils sont assis l'un à côté de l'autre, n'ont jamais échangé un seul regard. Lors du deuxième procès, un film documentaire est projeté, tourné par des journalistes néerlandais, qui montre les événements entourant la manifestation de trois jours centrée sur l'École polytechnique, depuis l'entrée des étudiants jusqu'à l'enfoncement des portes de l'École polytechnique par les chars. Pendant la projection, Papadopoulos ne prête pas attention au film, regardant surtout vers le bas, alors que Ioannidis regarde le film, apparemment imperturbable.
Antonis Agritelis, conducteur de la jeep de Dertilis, déclare avoir vu Dertilis exécuter un jeune sur l'avenue Patission. Selon le témoignage d'Agritelis, après l'exécution, Dertilis est remonté dans la jeep et s'est vanté de son adresse au tir. Dertilis conteste le témoignage d'Agritelis mais le tribunal le condamne en partie sur la base de ce témoignage.
Pattakos témoigne qu'il a appelé Ioannidis à son bureau, en septembre 1973, à cause de rumeurs selon lesquelles il planifiait le renversement du régime de Papadopoulos. Ioannidis dément ces rumeurs et rassure en fait Pattakos, sur son « honneur militaire », qu'il est un partisan de la Constitution et des réformes de Papadopoulos. Pattakos mentionne également qu'il savait très bien que dans l'après-midi du 24 novembre 1973, Ioannidis avait été appelé par Papadopoulos lui-même et, en présence de Makarezos, il a de nouveau nié avec véhémence toute rumeur concernant la préparation d'un coup d'État. Pattakos ajoute que quelques heures après cette rencontre, vers 3h30 du matin le lendemain, les chars sont apparus dans les rues d'Athènes et Phaedon Gizikis a prêté serment tôt ce matin-là en tant que homme de paille du Président de la République.
Le deuxième jour du procès, les avocats de la défense de Papadopoulos, Karagiannopoulos, Papaspyrou et Steiropoulos soulèvent l'objection selon laquelle le tribunal n'a pas d'autorité juridictionnelle sur leur client concernant les événements de l'École polytechnique, car il bénéficiait de l'immunité présidentielle en tant que président de la Grèce au moment des événements et ils exigent une décision immédiate du tribunal. Le tribunal suspend immédiatement ses travaux pour poursuivre ses délibérations. Dès la reprise de la procédure, la Cour annonce sa décision. La Cour estime que Papadopoulos n'était pas à l'abri de poursuites en tant que président de la République au moment des événements, car le coup d'État du 21 avril 1967 a déclenché la violence contre l'État grec et usurpé le pouvoir et l'autorité juridique du peuple et, par conséquent, tous les gouvernements ultérieurs de la junte sont considérés par la Cour comme des produits de la violence. Par conséquent, la Cour estime que M. Papadopoulos n'était pas un président légitime de la République à l'époque et qu'il n'était donc pas à l'abri de poursuites.
La décision complète et unanime de la Cour, rejetant la demande d'immunité de Papadopoulos, déclare ce qui suit :

« Le mouvement de mutinerie du 21 avril 1967, l'action d'un groupe d'officiers et la situation qui en a résulté jusqu'au 23 juillet [1974] ont constitué un coup d'État, par lequel il était destiné à usurper l'autorité et les droits souverains du peuple. Les gouvernements qui en ont résulté ont été des gouvernements de violence. Par conséquent, il est clairement conclu que toute personne ayant exercé des fonctions d'autorité gouvernementale dans le cadre d'une fonction quelconque, y compris celle de chef d'État, n'a pas exercé en réalité une autorité légale et, par conséquent, elle n'est pas protégée pour ses actions pendant l'exercice de cette autorité par les règlements qui définissent l'immunité. En conséquence, et compte tenu de la qualité d'accusé de Georgios Papadopoulos, ayant exercé des fonctions de président de la République pendant la période où les actions ont été menées, telles qu'elles lui sont attribuées par l'acte d'accusation, il n'était pas le président légitime de la République et n'est donc pas protégé par les sections d'immunité. »

À la suite de la décision sur l'immunité, l'avocat de Ioannidis, Giorgos Alfantakis, présente une motion de scission et de report du procès au motif que l'acte d'accusation n'a pas de justification complète : bien qu'il soit mentionné dans l'ordre dans lequel Ioannidis a encouragé et persuadé les commandants d'unité des forces de sécurité d'agir de manière criminelle pendant la répression du soulèvement, les noms des commandants n'ont pas été mentionnés dans l'acte d'accusation. Le tribunal rejette la requête au motif qu'il ne peut pas annuler l'acte d'accusation.

### Verdict
Le 31 décembre 1975, le tribunal d'Athènes, composé de cinq membres, condamne 20 des 32 accusés et considère Ioannidis comme la seule personne moralement responsable des événements.
Les principales condamnations sont présentées dans le tableau suivant :
| Membre de la junte    | Condamnation                     |
| --------------------- | -------------------------------- |
| Dimitrios Ioannidis   | Sept condamnations à perpétuité  |
| Georgios Papadopoulos | 25 ans                           |
| Barnabas              | Trois condamnations à perpétuité |
| Nikolaos Dertilis     | Condamnation à perpétuité        |
| Zagorianakos          | 25 ans                           |
| Mavroidis             | 25 ans                           |
| Karayannis            | 25 ans                           |
| Lymberis              | 25 ans                           |